# Paulus Modestus Schücking

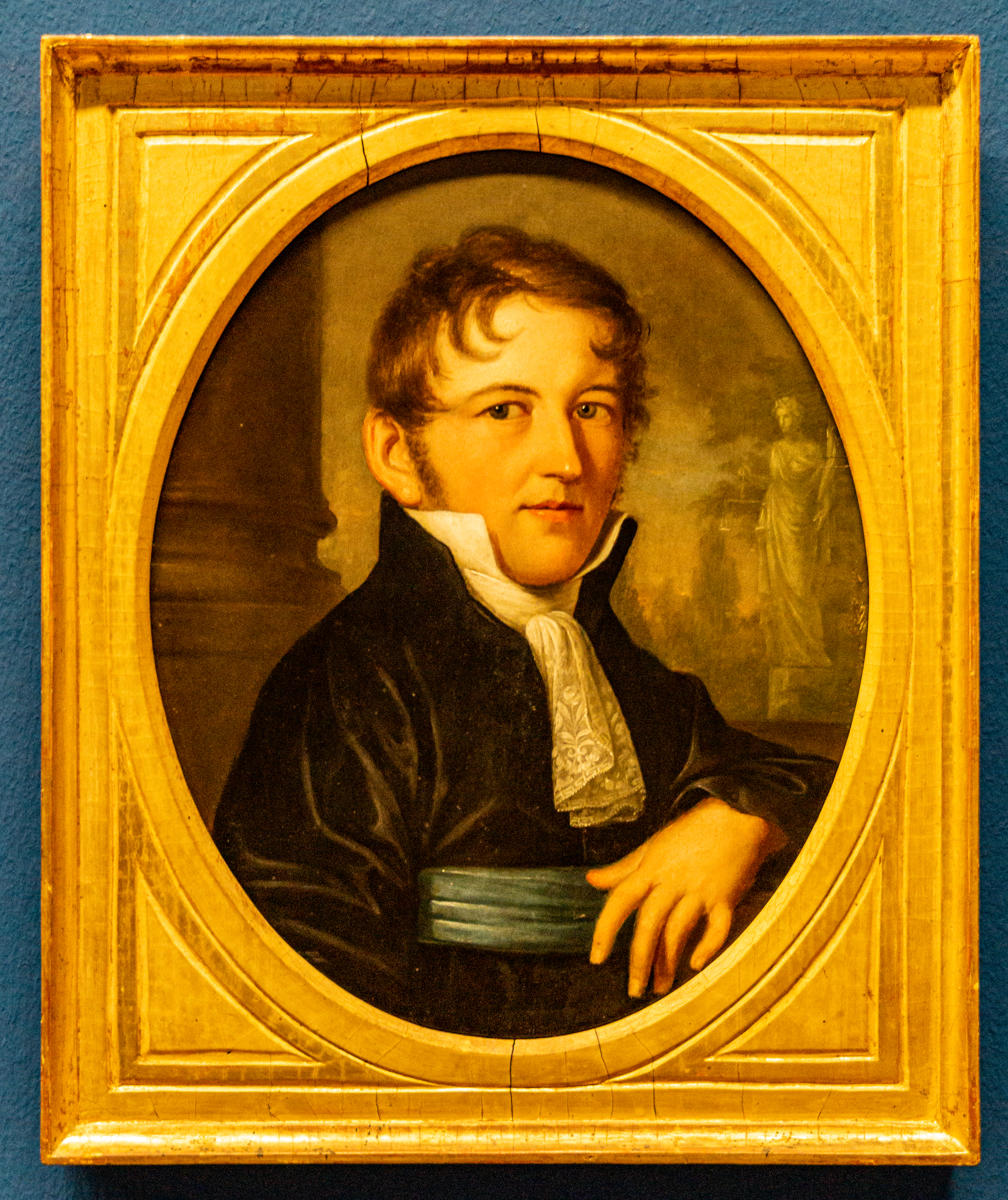
Ölbild von Paulus Modestus Schücking, ca. 1811

Ölbild von Paulus Modestus Schücking, ca. 1840

Paulus Modestus Schücking (Paul Nicolaus Bernhard Joseph Schücking, genannt Modestus, * 16. Juni 1787 in Münster; † 16. Juni 1867 in Bremen) war ein deutscher Richter, Amtmann, Philosoph und Literat.

## Familie
Die Schückings sind eine alte, ursprünglich aus Coesfeld stammende Patrizierfamilie, die im Laufe der Jahrhunderte viele herausragende Persönlichkeiten, unter anderem Schriftsteller, Juristen und Mediziner, hervorgebracht hat.
Paul Modestus Schücking war ein Sohn des münsteraner Hofgerichtspräsidenten Christoph Bernhard Maria Schücking (1748–1826) und von dessen Ehefrau Margarethe Hermine Schmitjan (1753–1813). Er heiratete am 7. Oktober 1813 die bekannte Dichterin Katharina Busch (Katharina Sibylla Schücking), die Ehe war aber wenig glücklich. Er hatte bereits davor eine uneheliche Tochter gezeugt und hatte auch danach außereheliche Affairen. Das Paar hatte die sechs Kinder Christoph Bernhard Levin Matthias, bekannt als Levin Schücking (1814–1883), Peter August Gerhard (1816–1817), Anton Matthias Franz Alfred (1818–1898), Ida Josephina Theophania Desideria (1821–1883), Modesta Paulina Nicolaia Roswitha (1825–1896) und Prosper Ludwig (1828–1887).
Nach dem frühen Tod seiner ersten Frau Katharina heiratete Schücking am 25. Oktober 1832 die aus Osnabrück stammende Anna Gesina Sophia Ottilia Brück (1807–1850), von der er sich früh wieder trennte. Mit ihr hatte er die drei Kinder Constantius Augustus Ludovicus Johann (1833–1877), Catharina Maria Josepha Ottilia (1834–1910) und Adalbert August Heinrich (1836–1838).
Vier seiner Kinder (Anton Matthias Franz Alfred, Prosper Ludwig, Catharina Maria Josepha Ottilia und Constantius Augustus Ludovicus Johann) wanderten später nach Amerika aus.

## Leben
Paul Schücking besuchte ab 1799 das Gymnasium Paulinum in Münster und studierte an der dortigen Universität 1806 bis 1809 Jura. 1809 war er Advokat am Herzoglich Arenbergischen Tribunal in Meppen, ab 1810 in Haselünne.
Nach der Einverleibung der Region in das Erste Kaiserreich fungierte der Jurist ab dem 1. März 1811 als Kaiserlich Französischer Friedensrichter des Kantons Wesuwe und als Arrondissementrat im Arrondissement Neuenhaus des Départements Lippe. Mit der erneuten Unterstellung des nördlichen Emslandes unter die arenbergische Standesherrschaft nach dem Untergang des französischen Kaiserreichs sowie dem Übergang der gesamten Region unter hannoversche Oberherrschaft ernannte man Schücking zum 1. Januar 1815 zum Richter der Königlich Hannoverschen Justizkommission für den Hümmling mit Sitz in Sögel, wo er seit dem 10. April 1828 außerdem als Herzoglich Arenbergscher Amtmann wirkte. Er wohnte dort mit seiner Familie im Marstall des Jagdschlosses Clemenswerth, später im Ludmillenhof.
Schücking engagierte sich in hohem Maße für die Verbesserung der Lebensbedingungen der Bevölkerung des Hümmlings, dabei unterstützt von seiner Ehefrau Catharina. Der Ausbau der Straßen- und Postverbindungen sowie der Neubau kirchlicher Gebäude gehörten dazu. So heißt es auf der Seite des Schücking-Museums über seinen außergewöhnlichen Einsatz:
„Außergewöhnlich für jene Zeit war sein sozialer Einsatz für die in tiefer Armut lebenden Moorkolonisten, die er regelmäßig in ihren Hütten aufsuchte und für die er Bittgänge bei der herzoglichen Hofkammer unternahm. Das soziale Engagement der Eheleute Schücking wurde weithin bekannt. Bittsteller aus dem gesamten Hümmling waren vor dem Amtshaus im Marstall Clemenswerth bei Sögel die Regel.“
„Auf Schückings Initiative hin wurden nicht nur Mühlen auf dem Hümmling gebaut und Straßen mit schützenden Alleen, sondern auch der Amtsbrunnen in Sögel, für dessen Errichtung er 20 Thaier stiftete, sowie der Ludmillenhof in Sögel, dessen Entwurf von ihm selbst stammte. Verwirklicht wurde der Entwurf vom Haselünner Architekten Josef Niehaus (1802–1864), dem Bauinspektor des Herzogs von Arenberg, mit dem Schücking auch bei den anderen Projekten zusammenarbeitete.“
Schücking setzte sich gegen erhebliche Widerstände mit guten Gründen – auch aus eigener Erfahrung – für die Zulassung eines zweiten Arztes in Sögel ein. Insgesamt drei Kinder waren ihm früh gestorben, so dass er seine Frau in mehreren Fällen kurz vor der Niederkunft zur besseren ärztlichen Versorgung nach Coesfeld oder Dülmen schickte. Dieser Einsatz für eine bessere medizinische Versorgung Sögels und des Hümmlings schaffte aber viel böses Blut und trug ihm einige Feindschaften ein. Erst kurz vor seiner Entlassung als Amtmann im Jahre 1836 entschied die Regierung sich für die Zulassung des von Schücking geforderten zweiten Arztes.
Schücking hatte sich schon während seiner Zeit in Sögel mit Religionsfragen beschäftigt und dabei die historischen Hintergründe scharfsinnig beleuchtet, angelehnt an die Philosophen Immanuel Kant (1724–1804) und Georg Wilhelm Friedrich Hegel (1770–1831) sowie den Theologen Georg Hermes (1775–1831). Seine regelmäßigen Gespräche mit den Kapuzinerpatres im Schlosskloster sind durch seinen Sohn Levin in die Literatur eingegangen. Allerdings war der durch die hermesianische Theologie geprägte Richter und Amtmann seiner Zeit wohl weit voraus. Er stritt in mehreren Schriften für mehr Toleranz bei und zwischen den beiden großen Konfessionen. Er propagierte die Legalisierung gemischtkonfessioneller Ehen und zog gegen manche Dogmen zu Felde, die er als gegen die sittliche Vernunft bezeichnete. Sein Denken und Handeln, geprägt von den großen deutschen Philosophen, musste – gepaart mit seinem Gerechtigkeitssinn – zu seiner Zeit immer wieder auf vehementen Widerstand stoßen. Der Enkel Levin Ludwig Schücking macht im Zusammenhang mit den Lebenserinnerungen seines Vaters Levin Schücking allerdings geltend, dass auch eine zu selbstherrliche Amtsführung Schückings in dessen Umgebung Widerstände gefördert haben möge.
Obwohl große Teile der Bevölkerung sich mit ihm solidarisierten, wurde Schücking am 26. Januar 1836 der Prozess gemacht. Der Arzt, dem er einen Konkurrenten an die Seite gegeben hatte, spielte dabei eine wesentliche Rolle. Die Auswahl der Zeugen und die vage Urteilsbegründung lassen den Schluss zu, dass hier ein unbequemer Geist mundtot gemacht werden sollte. Schücking war durch die vielerlei Intrigen wohl auch selbst bereits zermürbt und gab auf.
Nach einer kurzen Zwischenstation in Münster wanderte Schücking in die Vereinigten Staaten aus. Dort betätigte er sich zunächst, ebenso wie sein Sohn Alfred, als Lehrer und Herausgeber von Zeitschriften. Beispielsweise publizierte er in Baltimore Schückings Intelligenzblatt. Er berichtete überdies für mehrere deutsche Zeitungen über die gesellschaftlichen, politischen und religiösen Zustände in der Neuen Welt. Doch er konnte sich nicht an die Verhältnisse in seiner neuen Umgebung anpassen, kehrte bereits 1840 nach Deutschland zurück und blieb in Bremen, wo er sich fortan als freier Literat und Historiker betätigte. Hier entstanden zahlreiche historische und religionsphilosophische Werke, die er unter dem Pseudonym Ludger von Darfeld veröffentlichte.
Der mit ihm ausgewanderte Sohn Alfred wurde in den USA Publizist, Rechtsanwalt und Kongressabgeordneter. Der Sohn Prosper, der erst 1847 in die USA auswanderte, wurde 1868 Unterstaatssekretär im State Department. Die Tochter Catharina Maria Josepha Ottilia heiratete Emil Sutro (1832–1906), den Bruder Adolph Sutros, und wurde als Kathinka Sutro-Schücking in den USA eine einigermaßen bekannte Schriftstellerin.

## Schriften
- Krone und Tiara. Friedensstimme aus Münster von einem Katholiken. Im Bezug auf die Kölner und Posener Angelegenheit. Wundermann, Münster 1838.
- Der Friedhof zu Bremen. Bremen o. J.
- Die Messiasweihe im Jordan. Bremen o. J.
- Hussens Rache. Bremen o. J.
- Abt Joachim von Badia di Fiore. Bremen o. J.

## Übersetzungen
- Lucius Annaeus Seneca: Von der Standhaftigkeit der Weisen, oder: Daß den Weisen Unglück und Beleidigung nicht treffen. Münster 1837.